# Закон Лідії Поет
«Закон Лідії Поет» (італ. La legge di Lidia Poët) — італійський пригодницький телевізійний серіал 2023 року від Netflix, натхненний життям Лідії Поет, першої жінки-адвоката в історії Італії та діячки італійського феміністичного руху. Творці серіалу Гвідо Іукулано та Давид Орсіні.

## Сюжет
У Турині наприкінці ХІХ ст. рішення місцевого апеляційного суду визнало зарахування Лідії Поет до реєстру адвокатів нелегітимним через її жіночу стать. Без грошей, але сповнена гордості, Лідія влаштовується на роботу до юридичної фірми свого брата Енріко. Вона готує апеляцію, щоб скасувати рішення суду.
Головна героїня серіалу проявляє допитливий розум та проникливість, що дозволило їй стати затребуваним юристом. Лідія Поет опиняється в центрі уваги кількох привабливих чоловіків. Вона успішно відстоює права своїх клієнтів, зокрема пригноблених та знедолених, а також бореться з упередженнями, що були поширені у суспільстві щодо жінок.

## Епізоди
| Сезон        | Епізоди | Перший показ     |
| ------------ | ------- | ---------------- |
| Перший сезон | 6       | 15 лютого 2023 р |

## В ролях

### Головні персонажі
- Лідія Поет, яку грає Матильда Де Анджеліс, молода та емансипована випускниця права, яка має реєстрацію в адвокатурі, а отже, й ліцензію на практику адвоката.
- Якопо Барберіс, якого грає Едуардо Скарпетта, брат дружини Енріко, журналіст Gazzetta Piemontese, допомагає Лідії в її розслідуваннях.
- Енріко Поет, якого грає П'єр Луїджі Пасіно, брат Лідії, а також юрист, між ними склалися дивні стосунки.
- Маріанна Поет, яку грає Шинейд Торнхілл, дочка Енріко і Терези, споріднена душа тітки Лідії, до якої вона відчуває велику симпатію.
- Тереза Барберіс, яку грає Сара Лаццаро, сестра Якопо та дружина Енріко, має зовсім інші ідеї, ніж Лідія.
- Андреа Караччоло, якого грає Даріо Аїта, коханець Лідії.

### Другорядні персонажі
- Альбертіна, яку зіграла Алесія Спінеллі.
- Суддя-слідчий, якого грає Альдо Оттобріно.
- Королівський прокурор у виконанні Франческо Бісьоне.
- Аттіла Брусаферро якого грає Якопо Кровелла.
- Ніколь, яку грає Каміль Дюге.
- Батько Лідії, якого грає Алессандро Федеріко.
- Маму Лідії зіграла Ольга Россі.
- 8-річна Лідія, яку грає Міа Макговерн Зейні.
- Коронер у виконанні Маттео Де Мохана.
- Лоренцо, якого зіграв Себастьяно Фумагаллі.
- Тюремний охоронець, якого грає Фабріціо Одетто.
- Майя Крісталло у виконанні Роберти Менгоцці.

## Виробництво
Продюсером серіалу для компанії Groenlandia Srl є Маттео Ровере за підтримки Film Commission Torino Piemonte й патронату міста Турину.

## Зйомки
Серіал повністю знімався в Турині. Багато сцен, що відбуваються в будівлі суду, були зняті в колишній Курії Максима на вулиці Корте д'Аппелло, місці, яке зазвичай є недоступним. Для знімання серіалу зробили виняток. Палаццо Фалетті ді Бароло також використовувався для деяких залів суду, тоді як Палаццо деї Кавальєрі та церква Санта-Пелагія стали відповідно редакцією Gazzetta Piemontese та моргом медичного факультету. Численні знімання також відбувалися у в'язничному музеї Ле Нуове, а також різноманітних площ і вулиць у центрі, включно з центральною та знаковою площею Кавур. Інтер'єри вілли Барберіс, будинку родини Поет, насправді відповідають інтер'єрам вілли Сан-Лоренцо в Ракконіджі. Колишню шерстяну фабрику Bona в муніципалітеті Каріньяно було перетворено на шоколадну фабрику, а театр Альф'єрі в Асті для перетворився на театр Регіо в Турині. Замок і Чертоза-ді -Коленьйо, П'ємонтський залізничний музей Савільяно, базиліка Суперга та різноманітні краєвиди Борго Корналезе у Вілластеллоне також були використані.

## Поширення
Серіал розповсюджується Netflix з 15 лютого 2023 року.

## Критика
Серіал, незважаючи на чудовий результат з точки зору глядачів, був розкритикований ще живими родичами юристки, як такий що не є історично достовірним, та ганьбить пам'ять про Лідію Поет. Одна з нині живих родичок сказала журналістам про серіал: «Як шкода, що це фантастика, я подивилася лише одну серію. Занадто багато брехні». Також, за словами родичів, Лідія Поет ніколи не жила в Турині, а все життя мешкала в містечку Пінероло; її брат ніколи не був одружений та не мав дітей, попри це одними з головних персонажів серіалу є його дружина та донька.
Серіал також викликав негативну критику за приховування вальденського походження Лідії Поет, за зайве використання вульгарних виразів та — загалом — за низьку історичну відповідність.